# Гіршталь (Ааргау)
Гіршталь (нім. Hirschthal AG) — громада  в Швейцарії в кантоні Ааргау, округ Аарау.

## Географія
Громада розташована на відстані близько 65 км на північний схід від Берна, 9 км на південь від Аарау.
Гіршталь має площу 3,5 км², з яких на 16,1% дозволяється будівництво (житлове та будівництво доріг), 32,5% використовуються в сільськогосподарських цілях, 51,1% зайнято лісами, 0,3% не є продуктивними (річки, льодовики або гори).

## Демографія
2019 року в громаді мешкало 1611 осіб (+10,6% порівняно з 2010 роком), іноземців було 10,9%. Густота населення становила 456 осіб/км².
За віковим діапазоном населення розподілялося таким чином: 21,1% — особи молодші 20 років, 60,5% — особи у віці 20—64 років, 18,4% — особи у віці 65 років та старші. Було 690 помешкань (у середньому 2,3 особи в помешканні).
Із загальної кількості 872 працюючих 90 було зайнятих в первинному секторі, 234 — в обробній промисловості, 548 — в галузі послуг.